# 小島祐馬
小島 祐馬（おじま すけま、1881年12月3日 - 1966年11月18日）は、東洋史学者・東洋思想史研究者（中国社会思想史）。京都帝国大学名誉教授。号は「抱甕」(ほうおう)。財団法人板垣会顧問。

## 経歴
出生から修学期
1881年、高知県吾川郡弘岡上ノ村（現・高知市）で生まれた。弘岡上ノ村の小学校を卒業して高知県立第一中学校に進学し、漢文の授業では『日本外史』『十八史略』『孟子』などを学び、荻生徂徠の立場から孟子を非難する教師に反論して孟子を弁護したりしたという。また、後年の小島は、これまで読んできたなかで最も有益で興味深い中国の書物として、中学時代から読んできた『孟子』『荘子』『史記』を挙げると述べている。
その後、熊本の第五高等学校に進学し、ボートに励むかたわら、『伝習録』を日課として読んだ。在学中の1902年の冬から翌年の春まで、内藤湖南の『燕山楚水』をガイドとして携行し、上海から長江沿岸を漢口まで上って中国旅行を楽しんだ。
1903年に京都帝国大学法科大学に入学するが、病気で1年間休学。1905年には中国への関心をいっそう深め、花田比露思とともに京都法制専門学校附設東方語学校に入り、中国語を勉強した。ここで狩野直喜の講義を受け、師弟関係を結ぶこととなった。1906年には、法科大学の修学期間が4年から3年に変更されたため、これを再び4年に戻そうとする反対運動に参加し、学生代表として当時の総長の木下広次を訪問し、牧野伸顕文部大臣に面会・意見を述べた。牧野大臣は学生の意見に賛成し、澤柳政太郎文部次官とも調整し、小島は学生代表としての役割を果たした。
小島は1907年に法科大学を卒業し、清国に遊学。翌1908年に帰国し、深瀬正寿子と結婚。1909年には、狩野直喜のもとで勉学に励むため京都帝国大学文科大学に再入学した。1912年に京都帝国大学文科大学を卒業。
東洋史研究者
大学卒業後は、京都府立第一中学校講師、武徳専門学校への出講などで生計を立てた。1913年、長女の素子が誕生。1918年、同志社大学法学部教授に就任し「支那経済事情」「支那社会政策史」の講義を担当。1920年には長男の懋が誕生。
1921年に第三高等学校講師となり、1922年に京都帝国大学文学部助教授となった。1931年に教授に昇進し、普通講義として「支那思想史」を毎年開講、特殊講義として「春秋通論」「尚書研究」「周易序説」「古代支那人の信仰」などを開講した。また1922年には、学位請求論文『支那古代社会の研究』によって文学博士の学位を取得。1936年より文学部長を務めた。1939年に京都大学人文科学研究所の前身機関の一つである人文科学研究所の初代所長に就任。
1941年、還暦を迎えた小島は定年退官することとなり、翌年には高知へ帰郷。1949年には日本学士院会員に選出さた。
1966年11月10日、胆のう破裂による腹膜炎によって高知市西内病院に入院し、そのまま11月18日午前11時25分に永眠した。通夜・葬儀には重澤俊郎・内田智雄・平岡武夫・桑原武夫らが参列した。

## 研究内容・業績
- 1965年：勲二等瑞宝章を受賞[26]。

京都帝国大学においては、経済学部で東洋経済思想史、文学部で支那哲学史講座を担当。中国思想史の研究に際して、あくまでテクストの厳密な解釈を重視する同窓の武内義雄と異なり、思想の背景となる社会史との関わりでとらえ、社会思想史研究の枠組みで考察しようとしたことに、自身の学問の特色がある。このような視点・方法は小島によってはじめて確立され、戦後の多くの思想史研究でもその方法論を継承し行われている。小島の学問の特色は、中国古代思想を社会思想史の枠組みから考察する点にある。これは中国古代の思想の展開を、社会の在り方、特に政治・経済の動きを踏まえて分析するものであり、アンリ・マスペロやマルセル・グラネらフランスのシノロジーの影響を受けながら構築されたものであった。代表的な研究成果としては、中国古代における祭祀や信仰の社会的意義を論じた「支那古代の祭祀」と「分野説と古代支那人の信仰」のほか、「社会経済思想（支那思想）」「原商」「支那に於ける刑罰の起源に就いて」などが挙げられる。
小島は、中国には西洋で言うところの「哲学」は存在しないとし、「中国哲学」という表現は好まず、「中国思想」という表現を好んだ。むろん、小島も中国にも哲学的な思考様式があることは認めているものの、「中国哲学」と呼ぶことによって、中国思想の中から西洋哲学に似たものを拾い出して作り変える学問に陥ることを警戒していた。
小島は完璧主義で、論文は少なくないが、著作の形で発表された研究成果は数少ない。最初の論文集『支那古代研究』が発表されたのは退官後であり、論文集の『中国の社会思想』や講義録の『中国思想史』が世に出たのは小島の死後であった。
雑誌『支那学』
1920年9月、京大支那学の研究誌として『支那学』が創刊時は、本田成之・青木正児と共に発起人に名を連ね、その後長く同誌の編集に関わった。
高知大学「小島文庫」
旧蔵書は高知大学附属図書館に納められ「小島文庫」となっている。1987年に図書目録『小島文庫目録』が発行された。

### 交遊
- 小島自身は必ずしもマルクス主義などの左翼思想にシンパシーを持っていたわけではなかったが、同じ京大の経済学部教授であったマルクス経済学者・河上肇と深い親交を結んでいた。
- また滝川事件に際し、滝川幸辰教授の免官に抗議し京大法学部の全教官が辞職しようとする動きが出ると、文部省の介入に対し大学自治を守るという観点から、文学部教授の中では哲学の田辺元とともにこれを支持する側に回り、久野収らの学生運動家を励ました。

## 家族・親族
- 妻：深瀬正寿子。深瀬基寛の姉。
- 長女：小島素子 - 鈴木成高夫人[31]。
- 長男：小島懋

## 著作
著書
- 『古代支那研究』弘文堂 1943
  - 改題新版『古代中国研究』筑摩書房 1968
  - 文庫化 平凡社(東洋文庫) 1988
  - ワイド版 2008。各・本田済解説
- 『中国共産党』アテネ文庫 1949
- 『中江兆民』アテネ文庫 1949
  - 新編『政論雑筆』内田智雄編、みすず書房 1974
- 『社会思想史上における「孟子」』三島海雲記念財団 1967
- 『中国の革命思想』弘文堂(アテネ新書) 1950
  - 増補版『中国の革命思想. 付中国共産党』筑摩書房(筑摩叢書) 1967[32]
  - 復刊 1985年
- 『中国の社会思想』筑摩書房 1967[33]
- 『中国思想史』創文社 1968、復刊 2000[34]
  - 改訂新版 ベストセラーズ 2017。新版解説 呉智英
- 『中国の古代哲学：孟子・老子・荘子・韓非子』宇野哲人と共著、講談社学術文庫 2003

## 小島祐馬に関する著作
- 『東方学回想 Ⅳ 先学を語る〈3〉』（刀水書房、2000年）、弟子達の座談での回想
- 『東洋学の系譜 第2集』（江上波夫 編、大修館書店、1994年）、列伝・年表・主要著作一覧での人物紹介
- 竹之内静雄 『先知先哲』（新潮社、1992年、講談社文芸文庫、1995年）
  - 伝記「南海の隠逸　小島祐馬先生」。著者は吉川幸次郎門下生で筑摩書房役員。
- 礪波護・藤井讓治編 『京大東洋学の百年』（京都大学学術出版会、2002年）- 第6章 池田秀三「小島祐馬」（下記に収録）
- 池田秀三「小島祐馬評伝、著作紹介『中国思想史』・『古代中国研究』」『中国古典学のかたち』研文出版〈研文選書〉、2014年。ISBN 9784876363872。
- 岡村敬二『京大東洋学者　小島祐馬の生涯』臨川書店〈臨川選書〉、2014年。ISBN 9784653041146。